# 小金梅草属
小金梅草属（学名：Hypoxis）是仙茅科下的一个属，为旷野上一种小草。该属共有100种，分布于热带地区。